# В прошлом году в Мариенбаде
«В про́шлом году́ в Мариенба́де» (фр. L’année dernière à Marienbad, — вариант перевода названия «Про́шлым ле́том в Мариенба́де») — французский кинофильм 1961 года режиссёра Алена Рене по сценарию французского писателя Алена Роб-Грийе.
Фильм знаменит своей загадочной структурой повествования, в которой трудно различить правду и вымысел, а временные и пространственные взаимоотношения событий остаются неопределёнными. Не имеющая разгадки, фантастическая природа фильма восхищала и ставила в недоумение зрителей и критиков, некоторые из которых восхищаются фильмом, считая его шедевром, другие считают его не поддающимся пониманию.
В 1961 году «В прошлом году в Мариенбаде» как лучший фильм был удостоен премии «Золотой лев» Венецианского кинофестиваля, в 1962 году получил премию Французского синдиката кинокритиков, а в 1963 году был номинирован на премию БАФТА. Также в 1963 году Ален Роб-Грийе был номинирован на премию «Оскар» за лучший оригинальный сценарий.

## Сюжет
На светском мероприятии в шикарном старом замке, мужчина (Джорджо Альбертацци) подходит к женщине (Дельфин Сейриг). Он утверждает, что они встречались год назад в Мариенбаде, давая понять, что между ними тогда сложились некие отношения. Женщина в свою очередь настаивает на том, что они никогда не видели друг друга. Второй мужчина (Саша Питоефф), возможно, муж женщины, постоянно пытается подчеркнуть свои права в её отношении и утвердить своё превосходство над первым мужчиной, в том числе, несколько раз обыгрывает его в игру Ним. У зрителя создаётся впечатление, что женщина как будто начинает что-то вспоминать, и что где-то глубоко скрыта некая мрачная тайна, хотя это не получает никакого определённого подтверждения.
Авторы фильма неоднократно используют флешбэки, которые не имеют чёткой привязки по времени и месту, а также неоднозначные временные и пространственные сдвиги, что ещё более осложняет понимание происходящего. Одни и те же или похожие разговоры и события повторяются в нескольких различных местах в замке и в парке без определённого указания, о каком замке или парке идёт речь. Фильм также содержит неоднократные съёмки пустых коридоров замка, сопровождаемые отстранённым по смыслу текстом, зачитанным закадровым голосом.

## В ролях
- Джорджо Альбертацци — мужчина
- Дельфин Сейриг — женщина
- Саша Питоефф — второй мужчина, который, возможно, является мужем женщины

## Создание фильма
Фильм был создан в результате необычного сотрудничества писателя Алена Роба-Грийе и режиссёра Алена Рене, которое Роб-Грийе описал следующим образом:

Ален Рене и я были способны сотрудничать в работе над фильмом только потому, что с самого начала одинаково «видели» не только его основные направления, а весь фильм вплоть самой последней детали, как в тотальной архитектуре. То, что я написал, это вполне возможно, было то же самое, что было в его голове, а то, что он добавил во время съёмок, это то, что я мог бы написать. Довольно парадоксально, но благодаря идентичности наших концепций, мы могли почти все время работать отдельно друг от друга.
Роб-Грийе написал очень детализированный сценарий, точно указав оформление помещений и жесты актёров, место установки и движение камеры, а также последовательность склейки эпизодов при монтаже. Рене снимал очень точно в соответствии со сценарием, внося лишь минимальные изменения, которые представлялись ему необходимыми. Роб-Грийе не присутствовал на съёмках. Когда он увидел первую версию, он сказал, что увидел фильм точно таким, каким намеревался его сделать, признав, как много Рене добавил, чтобы фильм удался, и чтобы заполнить то, что отсутствовало в сценарии. Роб-Грийе впоследствии опубликовал сценарий как роман, проиллюстрировав его кадрами из фильма.
Несмотря на близкое соответствие между написанным текстом и фильмом, существуют и некоторые различия. Два наиболее заметных различия — это подбор музыки (в саундтреке Франсиса Сейрига много используется солирующий орган), и сцена ближе к концу фильма, в которой сценарий недвусмысленно описывает изнасилование, в то время, как фильм заменяет её серией повторяющихся высветленных блуждающих кадров, двигающихся по направлению к женщине. В последующих заявлениях двух авторов фильма было частично признано, что они не разделяли полностью одно и то же видение фильма. По словам Рене, Роб-Грийе настаивал на том, что безо всяких вопросов это именно он написал «Мариенбад», а фильм Рене был предательством. Но поскольку Роб-Грийе нашёл фильм очень красивым, он режиссёра ни в чём не обвинял.
Съёмки шли на протяжении десяти недель в сентябре-ноябре 1960 года. Для проведения съёмок были использованы интерьеры и сады дворцов Шлайсхайм, Нимфенбург и Амалиенбург в Мюнхене и его окрестностях. Дополнительные интерьерные сцены снимались в павильонах студии «Фотосоноре-Мариньян-Симо» в Париже.
Никаких съёмок в чешском курортном городе Мариенбад не проводилось. Впрочем, из фильма зритель и не может понять достаточно определённо, происходили ли вообще какие-либо события в этом городе.
Фильм выполнен в чёрно-белом широкоэкранном формате.

## Стиль

Кадр из фильма «В прошлом году в Мариенбаде»

Фильм постоянно создаёт неоднозначность пространственных и временных аспектов того, что происходит на экране, формируя неопределённость в сознании зрителя о причинно-следственных взаимосвязях между событиями. Это достигается с помощью монтажа, когда два соседних эпизода несут явно не сочетающуюся информацию, или даже в одном эпизоде, который, как представляется, показывает невозможные совмещения, или путём повторения одних и тех же событий в различных декорациях и обстановке. Эти неоднозначности сочетаются с противоречиями в закадровом комментарии рассказчика. Среди значимых образов фильма — сцена, в которой два персонажа (и камера) быстро покидая замок, сталкиваются с картиной, на которой изображены фигуры в геометрически выстроенном саду, при этом если люди отбрасывают длинные впечатляющие тени, то от деревьев теней нет.
Манера, в которой фильм смонтирован, бросила вызов установленному классическому стилю построения повествования, дав возможность необычным образом исследовать темы времени и сознания, взаимодействия прошлого и настоящего. Поскольку с помощью съёмки и монтажа разрушена пространственная и временная последовательность событий, фильм предлагает вместо этого «интеллектуальную последовательность», последовательность мысли.
Определяя визуальное решение фильма, Ален Рене сказал, что хотел воссоздать «стиль немого кино», и его постановочная работа, а также грим актёров должны были создавать соответствующую атмосферу. Он даже просил фирму «Истман Кодак», чтобы они предоставили плёнку старого образца, которая давала бы «цветение» и «сияние» для создания облика немого фильма (они не смогли достать такую плёнку). Рене специально показывал своему дизайнеру по костюмам кадры из фильмов 1920-х годов «Бесчеловечность» и «Деньги», для которых дизайнеры одежды того времени создавали специальные костюмы. Он также просил членов своей киногруппы смотреть другие немые фильмы, в частности, «Ящик Пандоры» Г. В. Пабста, он хотел, чтобы внешний вид и манеры Дельфин Сейриг напоминали бы Луизу Брукс. Дизайн большинства платьев Сейриг выполнила Коко Шанель. Стиль немого кино выражался также в манере показа обитателей гостиницы, которые по большей части принимают искусственные позы, как будто они замерли во времени, и не ведут себя естественным образом.
Фильмы, которые предшествовали и последовали сразу за «Мариенбадом» в карьере Рене, показали политическую направленность и интерес к современной тематике (атомная бомба, последствия оккупации Франции во время Второй мировой войны, и табуированная тема войны в Алжире), «Мариенбад» же однако пошёл в совершенно ином направлении и сконцентрировался главным образом на решении стилевых задач. Комментируя свой уход от политической тематики, Ален Рене говорил: «Я делал этот фильм в то время, когда, я думаю, и это правильно, во Франции нельзя было сделать фильм, не затронув тему алжирской войны. И действительно, не проистекала ли закрытая и удушливая атмосфера „В прошлом году“ из тех же самых противоречий».

## Приём
Оценка фильма критикой разделилась с самого начала на два противоположных полюса, оставаясь такой и по сей день. Споры о фильме усилились после того, как Роб-Грийе и Рене стали давать противоречивые ответы на вопрос, встречались ли действительно мужчина и женщина год назад в Мариенбаде или нет, что было использовано как основание для новых нападок на фильм со стороны тех, кому он не понравился.
В 1963 году писатель и режиссёр Адонис Киру объявил фильм тотальным триумфом в своей влиятельной книге «Сюрреализм и кино», указав, что неоднозначность окружающей среды и неопределённость мотивов внутри фильма являются теми вопросами, которые волнуют сюрреализм в кино. Другой сторонник фильма, актёр и сюрреалист Жак Брюниус объявил, что «Мариенбад» — это величайший фильм из когда-либо созданных.
По мнению Питера Гринуэя: «Прошлым летом в Мариенбаде», пожалуй, величайший европейский фильм, когда-либо снятый в истории кинематографа. Иногда мне кажется, что когда я снимаю фильмы, я пытаюсь переснять «Прошлым летом в Мариенбаде».
К менее почётным оценкам относится включение «Мариенбада» в список «Пятьдесяти худших фильмов всех времён», составленный критиками Г. и М. Медведами, Р. Дрейфусом. Авторы сатирически оценили сюрреалистический стиль фильма и процитировали многочисленных критиков, которые нашли его претенциозным и/или недоступным пониманию. Кинокритик Полин Кейл назвала его «экспериментальным фильмом о высокой моде, обманом в ледяном дворце… вечеринкой без веселья для не-людей». Не принимавший эксперименты «новой волны» Уильям Уайлер назвал картину «интересной попыткой», но в целом неудачной: «…это скучный фильм, большинство людей его не поняло, но им было стыдно в этом сознаться».
Фильм породил кратковременный ажиотаж вокруг игры Ним, в которую играют герои.

## Трактовки
Существует много объяснений происходящего в фильме, в том числе: что это версия мифа об Орфее и Эвридике, что показаны отношения между пациентом и психоаналитиком, что все происходит в сознании женщины (эти три возможных трактовки приведены Роем Армсом в книге «Кино Алена Рене»), что все происходит в сознании мужчины и отображает его отказ признать, что он убил женщину, которую любил, что герои являются призраками или мёртвыми душами в лимбе. Существуют и другие трактовки.
Отмечалось, что атмосфера фильма напоминает сновидение, что структуру фильма можно понять как аналогию повторяющегося сна и даже, что встреча мужчины с женщиной представляет собой воспоминание о сновидении, или просто является сновидением.
Обращалось внимание, по крайней мере, в начале, на указания, данные Робом-Грийе во вступлении к сценарию: «Таким образом возможны два подхода: либо зритель попытается восстановить некий декартовский план — самый линейный, самый рациональный, который он сможет составить — и этот зритель конечно решит, что фильм сложный или вообще не поддающийся осмыслению, или зритель позволит себе последовать за удивительными образами перед ним […], и этому зрителю фильм покажется самым простым из всех, которые он видел: фильм адресован исключительно к его чувственной стороне, к его способности видеть, слышать и сопереживать».
Роб-Грийе сделал также следующее предложение относительно того, как можно рассматривать эту работу: «Фильм в целом, на самом деле, это история убеждения: он говорит о реальности, которую герой творит из собственного видения, из собственных слов». Рене со своей стороны дал более абстрактное объяснение смысла фильма: «Для меня этот фильм является попыткой, все ещё очень грубой и очень примитивной, приблизиться к пониманию сложности мысли, механизма её функционирования».

## Награды и номинации
| Год  | Фестиваль/Награждающий орган                      | Награда или номинация/ категория                             | Кто награждён                                                                           |
| ---- | ------------------------------------------------- | ------------------------------------------------------------ | --------------------------------------------------------------------------------------- |
| 1961 | Венецианский кинофестиваль                        | Золотой лев                                                  | Ален Рене                                                                               |
| 1962 | Итальянский национальный синдикат киножурналистов | Номинация на Серебряную ленту лучшему иностранному режиссёру | Ален Рене                                                                               |
| 1963 | Французский синдикат кинокритиков                 | Премия критики за лучший фильм                               | Ален Рене                                                                               |
| 1963 | Премия Хьюго                                      | Номинация на премию за лучшую драматическую презентацию      | Ален Роб-Грийе (сценарий), Адольфо Биой Касарес (роман), Ален Рене (сценарий, режиссёр) |
| 1963 | Премия БАФТА                                      | Номинация на премию за лучший фильм                          | Ален Рене (режиссёр), Робер Дорфманн (продюсер)                                         |
| 1963 | Оскар                                             | Номинация на Оскар за лучший сценарий                        | Ален Роб-Грийе                                                                          |

В 1962 году фильм был представлен от Франции на Оскар как лучший фильм на иностранном языке, но не попал в число номинантов. Однако в 1963 году Роб-Грийе всё-таки получил номинацию на Оскар в категории лучший сценарий.
Фильму было отказано в участии в конкурсной программе Каннского фестиваля, поскольку режиссёр Ален Рене подписал Манифест 121 Жана-Поля Сартра против алжирской войны.

## Влияние
Воздействие «В прошлом году в Мариенбаде» на других режиссёров широко признано и подтверждено многочисленными примерами, охватывая творчество как французских режиссёров Аньес Варда, Маргерит Дюрас и Жака Риветта, так и авторитетных международных режиссёров, таких как Ингмар Бергман и Федерико Феллини.
«Сияние» Стенли Кубрика и «Внутренняя империя» Дэвида Линча часто называют среди фильмов, демонстрирующих влияние «Мариенбада». Питер Гринуэй сказал, что «Мариенбад» оказал самое важное влияние на его режиссёрскую работу.
Визуальный стиль фильма имитировался во многих телевизионных рекламных роликах и фотографии высокой моды.
Визуальный ряд фильма положен в основу музыкального видео на сингл 1994 года «To the End» британской рок-группы Blur.
Фильм стал главным источником вдохновения для весенне-летней коллекции 2011 года Шанель, разработанной Карлом Лагерфельдом. Поскольку костюмы для фильма создала Коко Шанель, Лагерфельд черпал вдохновение из её работы, а само шоу было оформлено фонтаном и копией знаменитого сада из фильма.